# イーヴリン・ウォー
アーサー・イーヴリン・セントジョン・ウォー（Arthur Evelyn St. John Waugh、1903年10月28日 - 1966年4月10日）は、イギリスの小説家。グレアム・グリーンと並ぶカトリック作家であり、グリーンとは対照的に辛辣な風刺とブラックユーモアを身上とした。代表作に『衰亡記』、『ブライズヘッド再訪』、『名誉の剣』三部作などがある。

## 経歴
出版社社長で文芸評論家のアーサー・ウォー（Arthur Waugh）の息子としてロンドンに生まれる。兄アレック・ウォーも、映画化された『陽の当たる島』などの作品がある小説家である。一族の系譜には詩人・文芸評論家のエドマンド・ゴスなどもいる。
パブリックスクールを経て1922年、オックスフォード大学ハートフォード・カレッジの歴史学科に入学。しかし勉学に身を入れず放蕩生活を送り、2年後に退学。ヒーザリー美術学校に入学しなおすがここも短期間で退学した。しばらく教師をしながら各地を放浪し、1928年に同名のイーヴリンという女性と結婚（「イーヴリン」は男女双方に用いられる名前）。この年にダンテ・ゲイブリエル・ロセッティの評伝を書き上げるとともに最初の長編小説『衰亡記』（Decline and Fall）を執筆し、2冊をほぼ同時に刊行、文壇デビューを飾る。『衰亡記』は大学を放校された青年がパブリックスクールの教師として教鞭をとるユーモア小説で、以後『黒いいたずら』（1932年）、『一握の塵』（1934年）など、ときにはグロテスクになるほどシニカルな風刺をこめたユーモア作品を発表していく。
1930年、妻の不倫がもとで離婚し、これを機にカトリックに改宗。1938年に再婚。第二次世界大戦時はユーゴスラビアへ赴任しており、彼の入営が報じられると、（ファーストネーム「アーサー」が略されたため）名前から女性と勘違いして部隊の将兵全員が髭を剃り、花束を持って兵舎の入り口まで迎えに飛び出して行ったという逸話がある。大戦の末期、前線でパラシュートの降下中に負傷して長期の休暇が与えられ、これを利用して長編小説『ブライズヘッド再訪』（Brideshead Revisited）を執筆。この作品ではそれまでの作風を転換し、語り手ライダーとカトリック旧家の次男セバスチャンとの友情、その妹ジュリアとの恋愛、セバスチャンの宗教に対する葛藤とそのための落魄を、絢爛な貴族文化を背景として美しく描き、従来のウォー作品に慣れた読者を失望させるとともにそれ以上の熱烈な愛読者を生んだ。特に本書は貴族的伝統のないアメリカ合衆国で爆発的な人気を博している。
1950年代初頭から、従軍経験をもとにした『戦士』（Men at Arms、1952年）、『士官と紳士』（Officers and Gentlemen、1955年）、『無条件降伏』（Unconditional Surrender、1961年）からなる『名誉の剣』（Sword of Honour）三部作を発表。1966年4月10日にサマセットにて死去。62歳。
Evelynは男性にも女性にも使われる名前であるが、2016年2月に『タイム』誌が発表した「大学の授業で最も読まれている女性作家100人」の97位に誤ってイーヴリン・ウォーの名前が掲載されていた。『タイム』誌は後に撤回を発表した。

## 著作
en:Brideshead_Revisited※下記は日本語訳
- 衰亡記（Decline and Fall、1928年）
  - 『ポール・ペニフェザーの冒険』柴田稔彦訳 福武文庫 1991年
  - 『大転落』富山太佳夫訳 岩波文庫 1991年
- 卑しい肉体（Vile Bodies、1930年）
  - 大久保譲訳 新人物往来社、2012年〈20世紀イギリス小説・個性派セレクション5〉（電子書籍も刊）
- 黒いいたずら（Black Mischief、1932年）
  - 吉田健一訳、白水社 1964年／白水Uブックス 1984年 復刊2023年
- 一握の塵（A Handful of Dust、1934年）
  - 『ラースト夫人』二宮一次・横尾定理訳、新潮社 1954年
  - 『一握の塵』奥山康治監訳、彩流社 1986年、新版1996年
  - 『一握の塵』小泉博一訳、山口書店 1993年
- スクープ（Scoop、1938年）
  - 高儀進訳 白水社 2015年（エクス・リブリス・クラシックス）
- もっと旗を（Put Out More Flags、1942年）
- ブライズヘッド再訪（1945年）
  - 『ブライヅヘッドふたたび』吉田健一訳、筑摩書房、1963年、のち「筑摩世界文学大系79」／ちくま文庫 1990年／ブッキング 2006年
  - 『青春のブライズヘッド』小野寺健訳 講談社「世界文学全集」、1977年／改訳版『回想のブライズヘッド』岩波文庫（上・下） 2009年（電子書籍も刊）
- 最愛の人（The Loved One、1948年）
  - 『愛されたもの』中村健二・出淵博訳、金星堂対訳叢書、1969年／岩波文庫、2013年（改訳版）
  - 『囁きの霊園』吉田誠一訳 早川書房（ブラック・ユーモア選集 第2巻） 1970年
  - 『華麗なる死者』 出口保夫訳 主婦の友社〈キリスト教世界の文学9〉 1978年
  - 『ご遺体』 小林章夫訳 光文社古典新訳文庫、2013年（電子書籍も刊）
- ヘレナ（Helena、1950年）
  - 『十字架はこうして見つかった 聖女ヘレナの生涯』岡本浜江訳 女子パウロ会 1977年／改訂版『ヘレナ』 文遊社、2013年
- 戦士（Men at Arms、1952年）Sword of Honour Trilogy〈名誉の剣〉第一部
  - 『誉れの剣 Ⅰ つわものども』 小山太一訳、白水社、2020年（エクス・リブリス・クラシックス）
- 廃虚の恋（Love Among the Ruins. A Romance of the Near Future、1953年）
- 士官と紳士（Officers and Gentlemen、1955年）Sword of Honour Trilogy 第二部
  - 『誉れの剣 Ⅱ 士官たちと紳士たち』 小山太一訳、白水社、2021年
- ピンフォールドの試練（The Ordeal of Gilbert Pinfold、1957年）
  - 吉田健一訳（世界の文学）集英社、1968年、新版1977年／白水Uブックス、2015年
- 無条件降伏（Unconditional Surrender、1961年）Sword of Honour Trilogy 第三部
  - 『誉れの剣 Ⅲ 無条件降伏』 小山太一訳、白水社、2023年

上記以外の日本語訳
- 『イヴリン・ウォー作品集』別宮貞徳訳 八潮出版社、1978年
- 『夜霧と閃光 -エドマンド・キャンピオン伝』巽豊彦訳 中央出版社、1979年
- 『ガイアナとブラジルの九十二日間』由木礼訳 図書出版社、1992年（海外旅行選書）
- 『イーヴリン・ウォー傑作短篇集』高儀進訳 白水社、2016年（エクス・リブリス・クラシックス）

## 作品の映画化
- ラブド・ワン　1965年 - MGM トニー・リチャードソン監督。テリー・サザーン/クリストファー・イシャーウッド脚本 『最愛の人』の映画化
- おとぼけハレハレ学園　1968年 - 『大転落』の映画化
- 華麗なる貴族　1981年 - 『ブライズヘッド再訪』のテレビ映画化
- ハンドフル・オブ・ダスト 1988年 - 『一握の塵』の映画化
- バトルライン　2001年 - “Sword of Honour”三部作のテレビ映画化
- Bright Young Things　2003年 - 『卑しい肉体』の映画化
- 情愛と友情 2008年、イギリス - 『ブライズヘッド再訪』の映画化